# Plurale delle parole in -io
Nella grammatica italiana non sono generalmente problematici, ma possono generare dubbi, i plurali maschili delle parole (sostantivi e aggettivi) terminanti in -io.
La norma grammaticale prescrive che:
1. se la I è tonica, -ìo, il plurale è reso con I doppia, -ìi;
(zìo  → zìi (/ˈtsi.i/);  eccezioni:  mìo → miei, dìo → dèi)
2. se la I è atona, -io, sono possibili più grafie: -i, o, con le dovute limitazioni, -ii e -î (anticamente -j o -ij);
  - vàrio  → vàri (/ˈvari/), grafia prevalente e sempre corretta
  - vàrio → vàrii (/ˈvari/), grafia latineggiante
  - vàrio → vàrî (/ˈvari/), contrazione della grafia precedente
  - vàrio → vàrj (/ˈvari/), grafia in uso in periodi più antichi e non più usata oggi
  - vàrio → vàrij (/ˈvari/), grafia in uso in periodi più antichi e non più usata oggi

3. se la I è un segno diacritico, -cio -gio -glio, le uniche grafie possibili sono -ci -gi -gli;
(bacio → baci; agio → agi; aglio → agli)

Le limitazioni alle grafie alternative, utilizzate per lo più per fugare dubbi legati ad eventuali omografie, sono legate sia a questioni di stile (l'accento circonflesso è tipico dell'ambito specialistico in cui occorre evitare ambiguità terminologiche), sia a motivazioni di ordine etimologico, diacritico e fonologico.

## Limitazioni delle grafie alternative
La giustificazione della grafia con la doppia I (e conseguentemente anche alla sua contrazione con l'accento circonflesso), in un plurale che mantiene comunque una pronuncia breve, è di origine storico-etimologica. Nell'italiano antico, le parole di origine dotta, finenti con -io atono, venivano volte al plurale seguendo l'esempio dei plurali dei rispettivi etimi latini (VARIUS → VARII); e se inizialmente tale prassi era limitata a quei termini che sostanzialmente potevano giustificare la doppia I, considerando la prima come facente parte del tema sin dalla base latina e la seconda puramente desinenziale, col tempo venne applicata anche a parole di tradizione popolare (EXEMPLUM > esempio → esempii).
Oggi la grafia nettamente prevalente per questo genere di plurali è quella con una i semplice, -i, in linea con la tendenza dell'italiano ad avere una grafia quasi fonetica - "quasi" perché comunque presentante notevoli approssimazioni, ma ben codificate dalle rigide regole ortografiche - che di fatto permette di distinguere il plurale di strìdo da quello di stridìo riportando graficamente (stridi - stridii) una differenza che è anzitutto fonetica (/ˈstridi/ - /striˈdii/). Tuttavia non mancano occasioni in cui è possibile ricorrere alle grafie alternative con -ii o -î per ragioni stilistiche (ricerca di una grafia volutamente arcaicizzata) o pratiche (possibili ambiguità legate a omografie); grafie che però non possono mai essere applicate in maniera generalizzata su tutte le parole finenti con -io atono, ma secondo vari criteri che possono essere così riepilogati:
1. criterio etimologico e letterario: si applicano solo quelle parole dove siano giustificate etimologicamente o per tradizione letteraria, cioè quelle parole che pur non avendo una -i nell'etimo siano attestate con un plurale in -ii nella tradizione letteraria (es. olio → olii, anche se l'etimo è ŎLEUM). Tali plurali sono scrupolosamente segnalati nel Dizionario d'ortografia e di pronunzia (DOP).
2. criterio etimologico empirico: si adottano per motivi di praticità delle regole empiriche ottenute semplificando le leggi di evoluzione delle parole; si possono applicare quando la -i- è preceduta:
  - da una sola consonante (tralasciando l'eventuale H) e non è un mero segno grafico (quindi non davanti a c o g)
  - da un nesso consonantico liquida (l o r) + occlusiva (b - p; d - t, c ([k])- g ([ɡ])) e viceversa.
3. criterio ortografico: le grafie alternative si applicano indistintamente a tutte le parole tranne quando sono precedute da vocale o da c-, ch-, g-, gh-, gl-, sc-; è il criterio adottato dal Vocabolario Treccani.[2] Può essere vista come un'estensione del precedente criterio, con l'esclusione di quei casi in cui è impossibile che si creino possibilità di omografia nei plurali.

## Casi di omografia al plurale
Tralasciando gli usi a puri fini stilistici o negli ambiti specialistici, le grafie alternative -ii e -î possono tornare utili anche nella scrittura quotidiana, quando il loro utilizzo permette di disambiguare immediatamente plurali omografi. È bene ricordare, però, che generalmente il testo e il contesto sono sempre in grado di fugare le possibili ambiguità, e che in alternativa è possibile anche segnare l'accento qualora le parole siano distinguibili per una diversa accentazione o per un differente grado d'apertura della e e della o (accento acuto e accento grave).
Di seguito la lista non esaustiva di parole omografe declinate al plurale.

### Omografi indistinguibili per mezzo dell'accento
- àlbo e àlbio
- assassìno e assassìnio
- ausiliàre e ausiliàrio
- campanàro e campanàrio
- glaucòma e glaucòmio
- grèmbo e grèmbio
- còno e cònio
- gène e gènio
- lìdo e lìdio
- mòdo e mòdio
- nòno e nònio
- òde e òdio
- omicìda e omicìdio (lo stesso schema vale per suicìda/suicìdio, uxoricìda/uxoricìdio, parricìda/parricìdio, ecc.)
- pàlo e pàlio
- pìcco e pìcchio
- spèrma e spèrmio
- testimòne e testimònio
- vàro e vàrio

### Omografi che possono essere distinti per posizione dell'accento
- àcromo e acròmio
- àrbitro e arbìtrio
- adùltero e adultèrio
- àugure e augùrio
- condòmino e condomìnio
- dòmino e domìnio
- dèmone e demònio
- èsile e esìlio
- màrtire e martìrio
- mìcrobo e micròbio
- mòbile e mobìlio
- mùgolo e mugòlio
- prèside e presìdio
- presbìtero e presbitèrio
- prìncipe e princìpio
- visìbile e visibìlio

### Omografi che possono essere distinti per il grado di apertura dellaoo dellae
- conservatóre e conservatòrio (lo stesso schema vale per direttóre/direttòrio, osservatóre/osservatòrio, motóre/motòrio, ecc.)
- dissuasóre e dissuasòrio
- pélo e pèlio
- sensóre e sensòrio
- sóle e sòlio
- sólo e sòlio
- sospensóre e sospensòrio

### Impiego del circonflesso î
Oggigiorno il circonflesso può indicare solamente la contrazione delle due -ii (purché nessuna delle due sia tonica -ìi) tipiche del plurale delle parole terminanti in -io (es. serio → serî - dalla contrazione della doppia i del plurale latineggiante serii, oggi non più pronunciato - al posto del più comune seri) o, uso veramente eccezionale e antiquato, di alcuni verbi in -iare alla 2ª persona dell'indicativo presente (es. odiare → [tu] odî - contrazione della doppia i del latineggiante [tu] odii - al posto del comune odi, eventualmente confondibile con l'omologa del verbo udire → [tu] odi). 
È invece impensabile il circonflesso sui plurali femminili atoni in -ee (es. fulminea → fulminee e non *fulminê), e sui plurali tonici di qualunque genere (es. calpestio → calpestii e non *calpestî; ninfea → ninfee e non *ninfê). 
L'applicazione del circonflesso non sottostà a regole ben precise, ma ci si dovrebbe rifare all'etimo o alla tradizione letteraria, tuttavia è possibile seguire le seguenti regole empiriche:

#### Terminazione-iopreceduta da una consonante
1) Il circonflesso può essere segnato se la terminazione -io è preceduta da una singola consonante:
| singolare   | plurale    | IPA          |
| ----------- | ---------- | ------------ |
| salario     | salarî     | sa'la:ri     |
| preludio    | preludî    | pre'lu:di    |
| encomio     | encomî     | eŋ'kɔ:mi     |
| savio       | savî       | 'sa:vi       |
| principio   | principî   | prin'ʧi:pi   |
| ozio        | ozî        | 'ɔttsi       |
| olio        | olî        | 'ɔ:li        |
| simposio    | simposî    | sim'pɔ:zi    |
| microbio    | microbî    | mi'krɔ:bi    |
| demonio     | demonî     | de'mɔ:ni     |
| brefotrofio | brefotrofî | brefo'trɔ:fi |
| monopolio   | monopolî   | mono'pɔ:li   |
| emistichio  | emistichî  | emis'ti:ki   |

Se però questa consonante è una, gl, sc, c dolce o g dolce (ossia [ʎ], [ʃ], [ʧ] e [ʤ]), il circonflesso non deve essere utilizzato in quanto, nel singolare, la ⟨i⟩ che segue queste consonanti ha un valore puramente ortografico (indica rispettivamente la pronuncia palatale o dolce). 
| singolare | plurale  | IPA       |
| --------- | -------- | --------- |
| foglio    | fogli    | 'fɔʎʎi    |
| imbroglio | imbrogli | im'brɔʎʎi |
| orologio  | orologi  | oro'lɔ:ʤi |
| liscio    | lisci    | 'liʃʃi    |
| bacio     | baci     | 'ba:ʧi    |

#### Terminazione-iopreceduta da più consonanti
2) Il circonflesso non va segnato se la terminazione -io è preceduta da più consonanti, uguali o diverse: 
| singolare | plurale | IPA      |
| --------- | ------- | -------- |
| scoppio   | scoppi  | 'skɔppi  |
| appoggio  | appoggi | ap'pɔdʤi |
| occhio    | occhi   | 'ɔkki    |
| ghiaccio  | ghiacci | 'gjattʃi |
| scempio   | scempi  | 'ʃempi   |
| cambio    | cambi   | 'kambi   |
| gonfio    | gonfi   | 'goɱfi   |
| muschio   | muschi  | 'muski   |

Fanno eccezione il plurale di ovvio (anche ovvî, dal latino obvius), di spèrmio (spermî, per non confonderla con sperma), di grèmbio (grembî, per non confonderla con grembo) e delle parole terminanti in -ennio (biennio → biennî, dal latino -ennium) 
Può essere invece utilizzato in presenza dell'unione tra una consonante liquida (l, r) e una occlusiva (t, d, p, b, c dura, g dura): 
| singolare | plurale  | IPA        |
| --------- | -------- | ---------- |
| patrio    | patrî    | 'pa:tri    |
| proprio   | proprî   | 'prɔ:pri   |
| sinedrio  | sinedrî  | si'nɛ:dri  |
| obbrobrio | obbrobrî | ob'brɔ:bri |
| primordio | primordî | pri'mɔrdi  |
| caparbio  | caparbî  | ka'parbi   |

#### Terminazione-iopreceduta da vocale
In questo caso il circonflesso non è ammesso.
| singolare | plurale | IPA     |
| --------- | ------- | ------- |
| vivaio    | vivai   | vi'vaj  |
| vassoio   | vassoi  | vas'soj |

## Non omografi al plurale
Ci sono coppie di parole che, diversamente dalle precedenti, sono invece omografe al singolare ma non al plurale perché, presentando le une -io atono e le altre -ìo tonico, formano, secondo la regola, il plurale in maniera diversa, e cioè rispettivamente: -i e -ìi.
La seguente lista è tratta dal DOP. La maggior parte delle coppie indicano il medesimo fenomeno con la differenza che la forma in -ìo pone maggiormente l'accento sull'aspetto durativo; la non presenza di una coppia di termini in questa lista non comporta la loro non esistenza, essendo il suffisso -ìo ancora produttivo.
- abbàglio e abbaglìo
- abbàio e abbaìo
- abbarbàglio e abbarbaglìo
- archéggio e archeggìo
- arméggio e armeggìo
- arpéggio e arpeggìo
- bàcio e bacìo
- baciùcchio e baciucchìo
- bàlio e balìo
- barbàglio e barbaglìo
- bisbìglio e bisbiglìo
- bistìccio e bisticcìo
- bofónchio e bofonchìo
- cincìschio e cincischìo
- fìschio e fischìo
- frùscio[4] e fruscìo
- gorghéggio e gorgheggìo
- gorgoglio e gorgoglìo
- gràcchio e gracchìo
- lampéggio e lampeggìo
- manéggio e maneggìo
- mugòlio e mugolìo
- pìcchio e picchìo
- pispìglio e pispiglìo
- punzécchio e punzecchìo
- ràschio e raschìo
- sbattàcchio e sbattacchìo
- scalpìccio e scalpiccìo
- scòlio e scolìo
- scompìglio e scompiglìo
- strìscio e striscìo
- stropìccio e stropiccìo
- strùscio e struscìo
- tracchéggio e traccheggìo